# Episodi di Squadra antimafia - Palermo oggi (terza stagione)
La terza stagione di Squadra antimafia - Palermo oggi viene trasmessa su Canale 5 dall'8 aprile al 10 giugno 2011.
| Nº | Episodio             | Prima TV Italia |
| -- | -------------------- | --------------- |
| 1  | Il relitto           | 8 aprile 2011   |
| 2  | Rifiuti tossici      | 15 aprile 2011  |
| 3  | Minacce              | 22 aprile 2011  |
| 4  | A processo           | 29 aprile 2011  |
| 5  | Nuove alleanze       | 6 maggio 2011   |
| 6  | Il gioco delle parti | 13 maggio 2011  |
| 7  | 48 ore               | 20 maggio 2011  |
| 8  | La lista             | 27 maggio 2011  |
| 9  | Doppio pericolo      | 31 maggio 2011  |
| 10 | Scontro finale       | 10 giugno 2011  |

## Il relitto
- Diretto da: Beniamino Catena, Giacomo Martelli, Kristoph Tassin.
- Scritto da: Pietro Valsecchi, Sandrone Dazieri e Valter Lupo.
- Guest star: Sergio Múniz (Vincent Truebla)

### Trama
Anche se momentaneamente sospesa dal servizio la vicequestore Claudia Mares non sembra intenzionata a desistere dal suo principale obiettivo: trovare ed arrestare la mafiosa Rosy Abate. Seguendo la soffiata di un suo informatore fidato la Mares, alla ricerca di indizi, decide di immergersi nelle cristalline acque siciliane. Scendendo in profondità Claudia scopre il relitto di una carretta affondata e carica di fusti contenenti rifiuti tossici e, controllando meglio, scopre anche il cadavere di Antonio Paglia, un fedele sicario di Rosy Abate. Dopo aver scattato qualche foto, la Mares decide di tornare in superficie e qui, una volta a bordo della sua barca, scopre di essere seguita da un motoscafo con a bordo due sicari armati di pistola. I sicari incominciano a fare fuoco su Claudia che riesce comunque a salvarsi. Una volta raggiunta la terra ferma la Mares racconta di ciò che ha visto sott'acqua al procuratore Giorgio Antonucci, che è proprio colui che coordina l'inchiesta processuale a carico di Rosy Abate. Nella penisola di Guajira, in Colombia, all'interno di una fortezza presidiata ventiquattro ore su ventiquattro da guardie armate, Rosy - oramai latitante internazionale - sta dando alla luce suo figlio Leonardo che, almeno apparentemente, sembra sia stato concepito assieme al suo nuovo amore: il pericolosissimo narcotrafficante internazionale Vincent Truebla. Intanto Claudia, ancora sospesa dal servizio, decide di ispezionare l'appartamento di Antonio Paglia e, perquisendo minuziosamente, trova un'agenda nella quale Antonio appuntava una serie di numeri telefonici stranieri. Claudia decide quindi di chiedere alla sua fidata squadra - formata da Fiamma, Luca e Sandro - di controllare quei numeri per lei ma, cosa importantissima, senza destare sospetti nel nuovo capo della Duomo: Domenico Calcaterra. In Colombia Rosy scopre che il suo amato Vincent trama pericolosamente alle sue spalle. Il narcotrafficante, infatti, ha scoperto che sulla sua donna pende un mandato di cattura internazionale e che la D.E.A (polizia federale) intuisca che la mafiosa si nasconde da lui. Per proteggere lui stesso e il piccolo Leonardo, che crede suo figlio, Vincent prende in considerazione l'idea di uccidere Rosy. Ma sfortunatamente per Vincent, Rosy, nascosta dietro una porta, ha sentito tutto e, quindi, decide di mettere a punto un piano per scappare dalla Colombia il prima possibile. Alla Duomo, intanto, arriva un'e-mail dalla D.E.A che dice di aver intravisto una donna corrispondente alla descrizione di Rosy Abate in una delle tante ville di Vincent Truebla, in Colombia. Il questore Licata, quindi, decide che a coordinare la missione d'arresto in Colombia sarà proprio il procuratore Antonucci che, per supporto, decide di portare sul campo anche Domenico e Claudia, nonostante quest'ultima sia sospesa dal servizio. In Colombia Rosy stringe un'alleanza segreta con Antonio Garini, giardiniere di villa Truebla, promettendogli di pagarlo profumatamente con diamanti e soldi in quantità ma soltanto se l'aiuterà a scappare. Antonio accetta l'offerta. Intanto Claudia, Antonucci e Calcaterra giungono in Colombia; a coordinare l'operazione è una nostra vecchia conoscenza, Mickey Robson (il poliziotto infiltrato ferito nella prima stagione dagli uomini di Trapani). Mickey e il suo esercito di soldati si avviano verso la fortezza Truebla dove Rosy, con l'aiuto di Antonio, ha ucciso Vincent e, dopo aver trafugato soldi e diamanti dalla cassaforte segreta del narcotrafficante, i due si apprestano a continuare la loro fuga. Claudia decide di salire a bordo del furgone di rinforzi che la D.E.A ha deciso di inviare a Mickey. Calcaterra si accorge del gesto e, inutilmente, tenta di convincere Claudia a scendere. Ma la Mares, terribilmente testarda, è irremovibile. Perciò Calcaterra è costretto a seguirla. Intanto Rosy, Antonio e il piccolo Leonardo proseguono la loro fuga e, dopo aver ucciso l'ennesima sentinella, si accorgono, grazie a una delle tante videocamere di sicurezza di cui è infarcita l'intera fortezza, che gli uomini della D.E.A stanno penetrando nell'edificio. Rosy decide di far scattare l'allarme che, una volta attivato, scatena una pericolosa sparatoria tra i soldati della D.E.A e i sicari del narcotrafficante. Complice la sparatoria Rosy e Antonio proseguono indisturbati la loro fuga. Claudia e Calcaterra arrivano alla fortezza Truebla, dove si sta scatenando una vera e propria guerra. Claudia, intenta a trovare Rosy, decide di incominciare a perquisire la fortezza. Calcaterra la segue, ma l'unica cosa che troveranno sarà il cadavere di Vincent che è stato terribilmente strangolato. Rosy e Antonio, intanto, hanno attraversato dei claustrofobici cunicoli sotterranei che li hanno condotti in un piccolo eliporto privato. Ma Antonio, puntandole contro una pistola, intima a Rosy di consegnargli i diamanti e i soldi. Rosy, che non si lascia intimidire, uccide Antonio con un colpo di pistola e poi, sana e salva, prosegue da sola la sua fuga. Rosy riesce finalmente ad imbarcarsi sull'aeroplano che, dopo uno scalo intermedio in Africa, la condurrà nella sua amata Sicilia. Se per la D.E.A la missione si è rivelata un successone, per la Mares soltanto una delusione nel sapere che la sua acerrima nemica Rosy è, ancora una volta, riuscita a scapparle. Intanto Rosy torna a Palermo, dove viene dolcemente accolta fra le braccia di un vecchio amico di famiglia: Ruggero Geraci. Ruggero Geraci era un amico stretto del padre di Rosy che, per via del suo stretto legame con Cosa Nostra, ha passato metà della sua vita in un carcere napoletano.
Ruggero si definisce un mafioso in pensione che, grazie a Rosy, torna in gioco più agguerrito che mai. Anche se Don Ruggero fornisce protezione e sicari a volontà per Rosy la sua alleanza non è molto. La neo-mamma ha bisogno di un'altra e ultima alleanza prima di incominciare la sanguinosa guerra contro Rosario Manzella (il mafioso che, criminalmente parlando, governava Palermo). Per questo la donna decide di partire per Napoli, dove spera di poter stringere alleanza con il tosto camorrista Vito Portanova. Vito è un camorrista allo sbando, visto che, per via di una disputa per il controllo del territorio, ha perso gran parte dei suoi uomini. Vito, quindi, decide di entrare in alleanza con Rosy e assieme a suo fratello Minzio parte per la Sicilia. Ora che famiglia è formata Rosy si sente abbastanza pronta da iniziare la guerra contro Manzella. Per far intendere a tutti che, criminalmente parlando, le cose a Palermo stanno cambiando, Rosy ordina ai suoi sicari di uccidere i fratelli Bergadano, due, fra i tanti, imprenditori collusi con Manzella. Sfortunatamente per lei Claudia, Fiamma, Luca e Sandro si trovano, per fare delle intercettazioni ambientali, proprio fuori dagli uffici dei Bergadano. Claudia e la sua squadra, dopo aver assistito al tragico assassinio, entrano in azione causando una pericolosa sparatoria. Soltanto Luca, che intanto condivide un'intensa e segreta storia d'amore con Fiamma, viene ferito superficialmente. Claudia, che intanto è tornata a capo della Duomo, crede che quelli siano proprio i nuovi sicari di Rosy, ma il rigido Calcaterra la contrasta dicendo che, probabilmente, neanche una tosta come Rosy oserebbe fare guerra ai Manzella. Intanto l'ex agente dei servizi segreti Filippo De Silva ha, grazie ad alcuni informatori, scoperto che Rosy è tornata a Palermo. De Silva contatta Rosy per offrirle la sua collaborazione ma se all'inizio Rosy non sa che farsene dell'aiuto dell'uomo, di cui non si fida pienamente, alla fine si vedrà costretta a stringere alleanza con lui visto che, come sempre, la vicequestore Claudia Mares incomincia a diventare una snervante spina nel fianco. Una sera, Claudia decide di uscire per una cena amichevole con Antonucci e, al suo rientro a casa, la donna avrà una spiacevole sorpresa.
- Ascolti Italia: telespettatori 5.206.000 – share 22,57%[1]

## Rifiuti tossici
- Diretto da: Beniamino Catena, Giacomo Martelli, Kristoph Tassin.
- Scritto da: Pietro Valsecchi, Stefano Bises Leonardo Fasoli.

### Trama
Una sorta di persecuzione contro Claudia è iniziata, il suo informatore Stefano Santamaria misteriosamente trovato morto nel suo letto, ha aperto un altro grande mistero, soltanto Claudia crede che a muovere i fili ci sia Rosy Abate, ma a sostenerla ci sono soltanto i suoi uomini e la collaborazione con Antonucci si consolida sempre di più. Calcaterra cerca di risolvere al più presto il mistero di Santamaria indagando di nascosto sull'uomo con l'aiuto della sua vecchia ragazza Veronica Paoli, che lo condurrà in un vecchio ritrovo di Stefano dove verrà rinvenuta una buona quantità di droga data dal fatto che Santamaria era un vecchio spacciatore ormai ripulito grazie alla Mares e diventato successivamente suo informatore. Ma il ritrovamento dell'eroina sarà in contraddizione con la versione di Claudia che sostiene che Stefano non si facesse né spacciasse più, ma tutto ciò aprirà una nuova indagine disciplinare contro di lei. Intanto Rosy si concentra sul suo obiettivo; contando sull'aiuto di Portanova e del Puparo dà ordine di uccidere alcuni pezzi grossi del clan Manzella scatenando una nuova guerra di mafia. La pax mafiosa si è ormai rotta e Claudia sa bene che dietro a tutto ciò c'è la sua più grande nemica (Rosy), ma Calcaterra continua a sostenere l'esatto contrario scatenando talvolta le ire di Claudia che con l'aiuto di Sandro, Luca e Fiamma risalirà all'identità dell'uomo che ha fatto strage nel mandamento dei Manzella, cioè Vito Portanova, che Calcaterra conosce bene e che ha affrontato quando operava nella Catturandi di Napoli, quando l'omonimo clan camorristico perdeva la guerra contro i Casalesi. Nella nuova mattanza scatenatasi a Palermo ci andrà di mezzo anche un grosso affare edilizio che Rosy cercherà di manomettere a suo favore corrompendo la commissione comunale che assegna gli appalti e piazzando l'impresa nelle mani di Francesca Diamante, un'imprenditrice pulita e inconsapevole del fatto che è stata invischiata in una cosa molto pericolosa. Portanova non perde l'occasione per farci due chiacchiere e qui si scoprirà che il vero obiettivo di Rosy è manovrare le costruzioni dell'appalto per gestire il movimento dei rifiuti tossici, ma la Diamante da questo momento in poi metterà a repentaglio la propria vita subendo il rapimento della figlia per mano di Rosy. Intanto la Duomo ha ormai identificato la Diamante e, nel tentativo di portarla in salvo, Claudia, Sandro e Luca fronteggeranno nuovamente Portanova portando in salvo la bambina e facendosi spiegare un paio di cose dalla Diamante, che sembra aver perso il senso della realtà dopo quanto subito. Per organizzarsi meglio, Rosy ha ormai bisogno dell'aiuto di De Silva, e per servirsene deve per forza ricorrere a un'azione fin troppo diretta, organizzando un agguato e liberare il pericoloso agente corrotto. Per Rosy tutto va come previsto e Portanova comincia ad usare il terreno fertile dell'appalto per seppellire i rifiuti tossici. Claudia per chiarire meglio le cose cercherà di raggiungere il luogo e scoprirà per caso che hanno cominciato ad usare illegalmente il terreno. Nel disperato tentativo di avvertire i suoi uomini verrà colta di sorpresa da Portanova che cercherà di approfittarsene per uccidere Claudia con un'esecuzione in pieno stile; sotterrarla insieme ai rifiuti tossici.
- Ascolti Italia: telespettatori 5.039.000 – share 21,44%[2]

## Minacce
- Diretto da: Beniamino Catena, Giacomo Martelli, Kristoph Tassin.
- Scritto da: Pietro Valsecchi, Stefano Bises Leonardo Fasoli.

### Trama
Portanova avverte Rosy che l'occasione per togliere di mezzo la Mares gli si è appena presentata davanti, ma De Silva insisterà incessantemente di lasciarla viva, almeno per adesso e Rosy titubante accetterà chiedendo spiegazioni. De Silva le farà capire con una sorta di discorso enigmistico che ci sono ben altri modi per sistemare la Mares, e non togliergli la vita ma più che altro privarla della sua dignità morale e della sua onestà ripulendo a sua volta Rosy dalle imputazioni ponendo fine alla sua latitanza. Intanto Manzella ha cominciato a muoversi e grazie all'uccisione del tecnico del comune che ha manovrato l'appalto scopre che a muovere i fili ci sia Don Ruggero, Rosy Abate e un misterioso napoletano (Portanova), e che oltretutto hanno dato il via a una guerra. Per Manzella averli identificati non basta, lui vuole la testa di Rosy Abate e pedinando il Puparo i suoi uomini sferrano il primo attacco diretto, senza successo, dato che Portanova se ne sbarazza velocemente portando Rosy, suo figlio e il Puparo in salvo, ma nella sparatoria perderà la vita Imma, la primogenita di Don Ruggero. Rosy cercherà di servirsi della disgrazia per convincere il Puparo a riunire la commissione regionale; in realtà il vero scopo è tramare contro Manzella per estrometterli dalla commissione e conquistare il monopolio.
Intanto Claudia cerca di convincere l'ormai disperata Francesca Diamante a testimoniare su Portanova, ma la donna sostiene che al suo primo incontro con l'uomo ha riconosciuto vagamente anche Rosy Abate, che smentirà finalmente ciò che ha sempre sostenuto Claudia, il ritorno di Rosy a Palermo, e anche Calcaterra sarà costretto a ricredersi. Il luogo dell'incontro è fissato, le incomprensioni tra Manzella e Rosy sembrano mostrarsi subito e la determinazione di quest'ultima sembra attirare gli altri boss seduti al tavolo che favoriscono Rosy contro Manzella. Il monopolio dei rifiuti è ormai nelle mani degli Abate e cominciano ad estendere il potere fino a Trapani da usare come punto di partenza. Calcaterra ha però scoperto con l'aiuto di Claudia il deposito di copertura dei rifiuti e messosi sulle tracce di Portanova incastrano il proprietario e sequestrano il deposito. Intanto Rosy è anche impegnata a curare il figlio da una strana malattia che lo ha appena colpito, avvelenatosi da sostanze tossiche, ma durante le analisi scoprirà misteriosamente che il gruppo sanguigno del piccolo Leonardo non combacia con quello di Vincent Truebla, bensì con Ivan Di Meo il poliziotto sotto copertura che tutti ricordiamo bene e che Claudia ha amato alla follia, quindi il piccolo non può essere che dell'ormai defunto Di Meo, e vedremo Rosy da una parte sconvolta ma dall'altra anche divertita perché sa bene che tutto ciò può portare la Mares in un grande sconforto e umiliazione. Intanto Claudia Sandro Luca e Fiamma avvertono Calcaterra che Portanova ha raggiunto Rosy e il Puparo all'Italians'Hospital. Quando arrivò il momento di mettere le mani su Rosy Abate, stranamente viene avvertita, permettendo a Portanova di organizzare un veloce piano di fuga dal retro dell'ospedale, ormai la squadra ha fatto un ennesimo buco nell'acqua e l'indagine disciplinare su Claudia si è conclusa e il questore la dichiara nuovamente sospesa dal servizio dato che le sue dichiarazioni su Santamaria non reggono più. Rosy è fuggita ancora, Claudia è stata sospesa per l'ennesima volta e nemmeno l'aiuto di Antonucci regge, la squadra passa nelle mani di Calcaterra e le cose peggiorano sempre di più permettendo a Rosy di eludere talvolta ogni mossa. Rimane ancora una speranza; il processo contro Rosy.
- Ascolti Italia: telespettatori 4.811.000 – share 21,06%[3]

## A processo
- Diretto da: Beniamino Catena, Giacomo Martelli, Kristoph Tassin.
- Scritto da: Pietro Valsecchi, Stefano Bises Leonardo Fasoli.

### Trama
I pesci piccoli nel territorio dei Manzella hanno cominciato a farne le spese, ma intanto il processo contro Rosy Abate è finalmente iniziato, Claudia sarà il testimone numero uno contro di lei e Antonucci farà da pubblico ministero sostenendo di possedere le prove che confermano la reale colpevolezza di Rosy Abate nell'omicidio di Ivan Di Meo e chiariscono tutti i punti oscuri dei fatti di mafia di cui si è resa responsabile negli ultimi anni. Con l'evolversi del processo scopriremo che quest'ultimo si trasforma in un capo d'imputazione non contro Rosy, ma contro Claudia visto che Rosy Abate si presenta misteriosamente al processo sotto gli occhi increduli di Claudia, sostenendosi estranea da ogni accusa. In realtà il suo vero scopo, sotto consiglio di De Silva, è quello di farsi sbattere dentro di proposito e, al momento giusto, presentare delle prove che incastrino la Mares con l'aiuto della difesa dell'avvocato Monreale. Come se non bastasse al processo arriva a testimoniare anche Veronica Paoli, per chiarire la vicenda di Santamaria gettando accuse inesistenti di ogni tipo contro Claudia, che cadrà in una più profonda disperazione quando Rosy dichiara che il piccolo Leonardo è figlio di Ivan Di Meo. La scaltrezza di Antonucci a poco varrà, visto che il video che dimostra l'uccisione di Ivan è stato misteriosamente manomesso e le prove sembrano scomparire a poco a poco. Intanto Calcaterra ha individuato il Puparo con l'aiuto di Sandro. Luca e Fiamma lo arrestano con il tentativo di farlo deporre, ma la fine del processo segna la scarcerazione di Rosy e del Puparo ed un ennesimo fallimento per Claudia e Antonucci. Portanova e De Silva cominciano a muoversi per sistemare l'unica testimone che può incastrare Rosy all'ultimo momento: Francesca Diamante; per farlo organizzano un agguato in pieno stile militare. Claudia cercherà di convincerla a testimoniare subito, prima della scarcerazione, senza l'autorizzazione del magistrato facendo tutto di nascosto, ma non c'e tempo. Portanova e De Silva attaccano con fucili di precisione uccidendo gli agenti della scorta e la Diamante non avrà nemmeno il tempo di avere paura, Claudia non riuscirà nemmeno a rispondere al fuoco e Fiamma nel disperato tentativo di chiedere i rinforzi di Luca e Sandro rimarrà ferita gravemente, mentre la Mares sarà colpita di striscio. Calcaterra e la squadra arrivano sul posto con Fiamma che viene portata via in ambulanza dove muore dopo una lunga agonia, gettando Luca in una profonda disperazione. Per aver condotto un'operazione senza autorizzazione ed essere uscita per l'ennesima volta dalle regole il giudice Pulvirenti ordina l'arresto di Claudia che, non sopportando il fatto di finire in questo modo, fugge sotto gli occhi increduli di Calcaterra, peggiorando ancora di più la sua situazione e rendendosi paradossalmente latitante.
- Ascolti Italia: telespettatori 5.456.000 – share 21,69%[4]

## Nuove alleanze
- Diretto da: Beniamino Catena, Giacomo Martelli, Kristoph Tassin.
- Scritto da: Pietro Valsecchi, Stefano Bises Leonardo Fasoli.

### Trama
Calcaterra e Sandro hanno ormai perso le tracce di Claudia che, cercando di sfuggire ad un terribile destino e pericolosi giochi di potere creati proprio da Rosy, aggirerà più volte i suoi colleghi, rifugiandosi tra stabilimenti balneari e nel pieno centro di Palermo. Non potendo resistere a lungo chiede aiuto all'ormai fidato collega Antonucci che la nasconderà a malincuore a casa, cercando comunque di ingannarla avvertendo la Duomo per non mettere a rischio la sua posizione. Claudia fugge dalle mani di Luca e Sandro, che si convincono sempre di più che all'interno della squadra c'è una talpa che ha manomesso il processo e soffiato l'indirizzo della Diamante provocando l'agguato. Iniziano di nascosto ad indagare sul giudice Pulvirenti e su Calcaterra per vendicare Fiamma della sua inutile morte. Rosy per sua grande soddisfazione è ormai libera ma forse dimentica che Blanca Truebla sta covando ancora vendetta e ha inviato alcuni dei suoi uomini più pericolosi a Palermo per scovare Rosy e consegnargli la sua testa su un piatto d'argento, vendicando i suoi fratelli. Infatti, subito dopo la scarcerazione, subisce un agguato che si trasformerà ancor di più in una strage quando Portanova accorrerà in suo aiuto sbarazzandosi dei colombiani e salvando per l'ennesima volta la vita a Rosy che, ispezionando i cadaveri riconosce volti del tutto familiari, conosciuti quando era in Sudamerica. Ora per riorganizzarsi riunirà la commissione dove siederà anche Rosario Manzella chiedendo di allargarsi, estendendo la propria influenza a Messina dove Rosy, con la mediazione degli altri clan, farà sterminare il clan Mannino. Portanova si renderà responsabile di un'altra terribile esecuzione. Calcaterra grazie ai testimoni identificherà Portanova come responsabile dell'agguato su Mannino, riaprendo una nuova indagine su Rosy Abate che stringe un legame sempre più forte con Portanova, diventando reciproci amanti. Intanto la Duomo ha identificato l'unico superstite colombiano dell'agguato contro Rosy cercando di affrontare quest'ennesimo problema. Le indagini di Luca e Sandro si rivelano un vero buco nell'acqua, dato che Pulvirenti risulta pulito e scopriranno che Calcaterra sta affrontando una terribile situazione privata causata dalla morte della moglie. Da questo momento in poi i rapporti con Calcaterra si ammorbidiscono cancellando le incomprensioni createsi tempo prima con la squadra. Intanto Claudia è sotto il controllo di De Silva che con l'aiuto della sua talpa, che si rivelerà essere la stessa che ha incastrato Claudia, organizzerà un agguato in pieno centro a Palermo contro la donna. Ma quest'ultima ne uscirà viva, concentrandosi su Rosy Abate che, grazie all'aiuto di don Sergio, ha identificato la sua nuova abitazione. Rosy ha fissato un incontro con il contatto di De Silva e Claudia, per chiarire al meglio le cose, la pedinerà di nascosto scoprendo con grande sorpresa e delusione che la talpa è il procuratore Antonucci.
- *Guest star: Totò Schillaci (Don Totò Mannino)
- Ascolti Italia: telespettatori 5.424.000 – share 22,77%[5]

## Il gioco delle parti
- Diretto da: Beniamino Catena, Giacomo Martelli, Kristoph Tassin.
- Scritto da: Pietro Valsecchi, Stefano Bises Leonardo Fasoli.

### Trama
Claudia sta partecipando ad un incontro segreto tra Rosy Abate e la talpa che l'ha aiutata in diverse situazioni, Giorgio Antonucci. Rosy chiede ad Antonucci di cominciare a lavorare direttamente per lei e di lasciare perdere De Silva. Antonucci risponde di non voler lavorare direttamente per lei, e che lui non vuole entrare nel giro. Rosy lo avverte, dicendogli che se si tirasse fuori potrebbe finire male. Giorgio Antonucci la prende come un ricatto e, per difendersi, avverte Rosy che lui ha ancora una copia del filmato originale in cui si vede chiaramente Rosy uccidere Ivan. L'incontro termina qui e Antonucci e Rosy se ne vanno. Intanto Claudia viene avvistata da un uomo della sicurezza del garage. Claudia lo immobilizza e poi corre via. L'uomo avverte subito la polizia e sul posto arrivano Luca, Sandro e Calcaterra. Luca va a controllare i nastri delle telecamere di sorveglianza, mentre Sandro e Calcaterra interrogano la guardia. La guardia riconosce Claudia e afferma di aver visto anche una donna che corrisponde alla descrizione di Rosy Abate. Claudia adesso ha in mente una sola cosa: riprendere il filmato originale da Antonucci. Rosy intanto si confida con Vito e i due decidono che è arrivata ora che Antonucci esca di scena. Vito dice che provvederà. Claudia intanto è arrivata a casa di Giorgio e, puntandogli una pistola alla tempia, gli intima di consegnarle il filmato originale. Giorgio dice che si sta mettendo in guai più grossi di lei e che non tutto è come sembra. Claudia non vuole sentire ragione e lo convince chiamare un notaio, amico di Giorgio, a cui quest'ultimo ha affidato il filmato. Nel frattempo due uomini di Rosy sono arrivati sotto casa di Antonucci ed eliminano la scorta. Poi prendono a salire le scale e sulle rampe incontrano Claudia e Giorgio. Claudia uccide i due uomini e riprende a scendere. Luca, Sandro e Calcaterra hanno capito che la talpa è Giorgio Antonucci grazie ai nastri delle telecamere di sorveglianza e decidono di andare a casa sua per arrestarlo. Quando arrivano trovano del sangue nella macchina della scorta di Antonucci e due uomini dell'Abate nelle rampe di scale. Si chiedono cosa sia successo. Claudia intanto, assieme ad Antonucci, ha ritirato il filmato originale e lo tiene con sé. Poi decide di dirigersi dal giudice che aveva assolto l'Abate. Rosy intanto ha una forte discussione con De Silva, che sembra stia alzando un po' troppo la cresta. De Silva riferisce a Rosy che per le mani hanno un affarone: trasportare in America dei rifiuti nucleari. Rosy all'inizio non vuole accettare perché crede sia troppo rischioso ma De Silva la convince.
Calcaterra, Sandro e Luca sono diretti a casa del giudice, Calcaterra ha intuito che Claudia possa essere lì. Arrivati a casa del giudice vedono perfettamente Claudia puntare una pistola contro di lui e intimargli di vedere il video. Il giudice si rifiuta. Alla fine Claudia decide di consegnare la pistola al giudice e di inserire lei stessa il DVD nel lettore cd. Il filmato parte e il giudice può vedere con i suoi stessi occhi Rosy sparare a Ivan. Giorgio Antonucci viene arrestato e Claudia non è più latitante. Claudia convince il giudice a far partire un mandato di cattura nei confronti di Rosy in quanto adesso hanno una prova schiacciante della sua colpevolezza. Il giudice accetta. Claudia chiama la Duomo e dice di mandare alcune volanti a bloccare le strade ed altre ad appostarsi sotto la nuova casa di Rosy. La stanno andando a prendere.
Intanto Rosy sta firmando dei documenti che dovrebbero legalizzare la sua nuova società aperta, specializzata in smaltimento di rifiuti tossici. Purtroppo Vito arriva e dice che le cose non sono andate come previsto ed hanno arrestato Antonucci. Rosy è presa dal panico, adesso ha di nuovo le ore contate. Insieme a il Puparo e De Silva decide di scappare e utilizzare i condotti fognari che si trovano sotto la sua nuova dimora. Preso il piccolo Leonardo e alcuni borsoni con delle armi, si affrettano tutti a scappare. Intanto la polizia fa irruzione nella casa. Calcaterra mette le manette all'avvocato di Rosy, che l'aveva difesa in tribunale, in quanto lo ritiene utile alle indagini. Troppo tardi scoprono i condotti.
Rosy e gli altri intanto sono in fuga su una stradina isolata, a bordo di un'auto. Purtroppo arrivano a dover percorrere un tratto di strada che è bloccata da una volante, posizionata lì per fare un posto di blocco. De Silva e il fratello di Vito Portanova decidono di attaccare con l'effetto sorpresa, feriscono gli agenti che rispondono al fuoco ma non impediscono all'auto di continuare la fuga, che condurrà il gruppo in un'altra cascina in rovina. Claudia viene ufficialmente ripresa in polizia ma il capo della procura la supplica di non fare più errori, altrimenti la dovrebbe radiare dalla polizia. L'avvocato di Rosy, viene rilasciato per scarsità di prove. Ma viene subito agguantato dagli uomini di Blanca Truebla, che credono possa essere utile a trovare Rosy. Claudia, Sandro, Luca e Calcaterra seguono i Colombiani e li osservano mentre intimano all'avvocato Monreale di dirgli dove si trova Rosy. Alla fine i Colombiani dicono di dargli 48 ore di tempo, altrimenti lo uccideranno. Claudia prende l'avvocato Monreale e lo porta alla Duomo, ha in mente un piano astuto per arrivare a Rosy Abate.
Arrivata in Duomo dichiara a tutti il suo piano: la notizia del fatto che lei è stata ufficialmente ripresa in polizia, non dovrà circolare ma, anzi, dovranno dire che è latitante e che ha letteralmente perso il controllo su se stessa. Claudia vuole, sotto copertura, allearsi con i Colombiani che come lei vogliono trovare Rosy. Il capo della procura le chiede cosa abbia in mente. Claudia risponde che, assieme ai Colombiani, potrebbe convincere i Manzella a rivelare dove si trova Rosy. Il piano è stabilito e la Duomo si mette d'accordo con l'avvocato Monreale.
Intanto Rosy è disperata. A distanza di pochi giorni dal suo rilascio è di nuovo latitante. Disperata dice anche che, fino a quando non riuscirà a trovare veramente la giusta stabilità, il piccolo Leonardo dovrà crescere il più lontano possibile da lei. Il Puparo, che all'inizio è contrario all'idea, dice che provvederà rivolgendosi a una casa famiglia. Rosario Manzella decide di approfittare di questa nuova latitanza di Rosy per sbatterla fuori, e definitivamente, dalla commissione mafiosa Siciliana. Claudia, assieme ai Colombiani, cattura uno spacciatore di Rosario Manzella. Lo portano in un'officina e Claudia gli intima di portare un messaggio a Manzella: vuole un incontro con lui. Il messaggio arriva a Rosario che però è titubante ad accettare. Però ha in mente un'altra idea. Claudia alloggia in un hotel assieme ai Colombiani e per rimanere in contatto con Sandro, Luca e Calcaterra, che sono sempre appostati in caso d'aiuto, piazza una cimice nel bagno. Proprio quando Claudia sta per fare una doccia, qualcuno le mette un sacco in testa e la fa svenire.
- Ascolti Italia: telespettatori 5.669.000 – share 24,34%[6]

## 48 ore
- Diretto da: Beniamino Catena, Giacomo Martelli, Kristoph Tassin.
- Scritto da: Pietro Valsecchi, Stefano Bises Leonardo Fasoli.

### Trama
Claudia è stata imbavagliata, rapita e portata via da un gruppo di uomini; quando gli uomini le toglieranno il bavaglio, scoprirà di trovarsi nel covo di Rosario Manzella. Questi le rivela di non fidarsi né di lei né della sua nuova alleanza con i Colombiani. Claudia, calatasi perfettamente nella parte di chi reclama vendetta, dice al mafioso di desiderare più di ogni altra cosa la morte della "Regina di Palermo". Rosario, alla fine, crederà a quello che gli verrà raccontato: i due cominciano così ad organizzarsi per ordire una trappola ai danni di Rosy. Claudia suggerisce di adescare Rosy, in un luogo sicuro, con l'idea di proporle un affare: Rosario accetta e assicura di mettersi in contatto con Rosy il prima possibile. Intanto, De Silva e Russo (il suo scagnozzo) si incontrano con due loschi figuri: questi sono due esponenti di una cricca che si dovrebbe occupare di far sparire i rifiuti tossici nucleari, che Rosy aveva preso la responsabilità di smaltire a dovere. Uno dei due uomini, però, si oppone in maniera rigida al fatto di dover lavorare con Rosy, e suggerisce di portare a termine il medesimo lavoro per Rosario Manzella. De Silva, per tutta risposta, gli spara. L'altro sgherro, impaurito, racconta di aver sentito delle voci che narrano di un piano fra un boss e una poliziotta latitante, per eliminare Rosy Abate. De Silva capisce che i nomi dietro a questa congiura non possono essere altri se non quelli di Rosario Manzella e di Claudia Mares. Rosy, dal canto suo, si sta organizzando nella nuova e inaspettata situazione di latitanza cui è costretta. Nascosta insieme al Puparo e a Vito in una cascina, riflette pensando alla numerosa serie di problemi che le si pongono davanti. Per prima cosa ha deciso di mandare il piccolo Leonardo, tramite Don Sergio, in una casa famiglia al riparo da occhi indiscreti. Come se non bastasse, è sempre più preoccupata per l'ostacolo rappresentato dal nemico Manzella. Quindi decide di convocare una mini-riunione con parte della commissione, durante la quale esprime la sua intenzione di uccidere Rosario. La commissione accetta; non vede infatti di buon occhio le nuove alleanze che Rosario ha stretto con la Mares e, per il di lei tramite, con i colombiani.
Alcuni giorni dopo, Claudia riceve una chiamata su un cellulare pulito, procuratole proprio da Rosario: all'altro capo del telefono è il Manzella, che le conferma che il loro piano è pronto. Una cosa sola non è andata come previsto: è stata Rosy ad essersi fatta avanti per prima, elemento che desta non pochi sospetti in Claudia. Tuttavia, chiede più dettagli a Rosario sull'imboscata, posizionando il cellulare accanto alla ricetrasmittente con cui Luca, Sandro e Calcaterra l'ascoltano assiduamente dall'inizio dell'operazione. Il luogo dell'incontro ancora è ignoto, e si tratterà di un "incontro accompagnato". Alla confusione sorta in Claudia da questo termine, Manzella spiega che lui consegnerà un uomo della sua famiglia agli uomini di Rosy: l'uomo di Rosario, portato sul luogo dell'incontro, dovrebbe appurare che sia tutto tranquillo per procedere con la riunione. In cambio, Rosario prenderà un uomo di Rosy come ostaggio e garanzia. La telefonata è ascoltata dalla Squadra, che decide di mettere in atto un piano per arrestare i boss una volta che saranno arrivati al luogo d'incontro. Quello che però tutti ignorano è che Rosy ha in mente qualcosa di più grande e astuto.
Rosy, infatti, non parteciperà all'incontro. Il Puparo, mandato da Rosy come garanzia, avrà sotto i tacchi delle sue scarpe un potente localizzatore satellitare, atto a rilevare la posizione precisa del covo di Manzella. Claudia, intanto, decide di sostare una notte a casa di Calcaterra, e fra i due sembra sempre esserci più intesa. Arriva il giorno dell'incontro. Rosario decide di consegnare agli uomini di Rosy suo nipote Ignazio. Mentre avviene lo scambio degli uomini, Rosario -nel suo covo- si nasconde. Il Puparo arriva al covo: raggiunge il bagno con una scusa e attiva il localizzatore. Vito e Rosy, ricevuta la posizione esatta della tana di Rosario Manzella, vi guidano un commando mafioso. A questo punto, Rosy ordina ai suoi uomini nel luogo dell'incontro fittizio di uccidere Ignazio, l'uomo-garanzia di Rosario Manzella. Questi lo uccidono per poi fuggire via.
Pochi secondi dopo, sopraggiungono al medesimo luogo i Colombiani insieme a Claudia, senza però trovare nessuno. Nascosti sulla cresta di un burrone, ci sono anche Calcaterra, Luca, Sandro e altri uomini scelti per l'operazione. Il capo dei Colombiani si innervosisce e, nonostante i tentativi di Claudia, decide di scappare. Rosy, Vito e il Puparo, intanto, si trovano di fronte un piagnucolante Rosario, che sta per essere ucciso dal Puparo, intenzionato a vendicare sua figlia Imma (uccisa a suo tempo dagli uomini di Manzella). Il Puparo uccide Rosario Manzella con un colpo di fucile.
Il questore Licata, a questo punto, dice alla Mares che non ha più intenzione di assecondare la sua idea di permanere nella condizione di infiltrata. Le dà, infine, le ultime 48 ore di tempo per portare a termine la missione. De Silva, dal canto suo, aveva piazzato delle cimici segrete nella cascina di Rosy per poter sentire i dialoghi in sua assenza, intuendo una presa in giro nei suoi confronti da parte della mafiosa. I Colombiani, sempre più disperati per la collera del loro capo -Blanca-, decidono di agire immediatamente e fare nuovamente visita all'avvocato Morreale, che assistette Rosy al suo processo. L'avvocato Morreale, costretto, rivela che il bambino di Rosy (l'oggetto della ricerca dei Colombiani) è stato portato in una casa famiglia da Don Sergio. I Colombiani uccidono l'avvocato per recarsi da Don Sergio che, in seguito a minacce e violente percosse, decide di parlare: rivela, così, il posto in cui è nascosto il bambino. Si chiude così, al limite tra connivenza e pentimento, l'esperienza terrena di Don Sergio, prete corrotto: i Colombiani lo uccidono nella sagrestia della chiesa dalla quale poi, con fare minaccioso e velatamente soddisfatto, ripartono alla volta di un nuovo obiettivo, forti delle informazioni strappate al sacerdote. Ma, inaspettatamente, dal buio di un armadio, si palesa un chierichetto: è terrorizzato e sconvolto. Rimane là, attonito, accanto al cadavere del suo parroco. Ha visto e sentito tutto.
- Ascolti Italia: telespettatori 5.556.000 – share 22,11%[7]

## La lista
- Diretto da: Beniamino Catena, Giacomo Martelli, Kristoph Tassin.
- Scritto da: Pietro Valsecchi, Stefano Bises Leonardo Fasoli.

### Trama
Claudia Mares è ancora sotto copertura tra i sicari di Blanca Truebla. Intanto Don Ruggero ordina agli altri due padrini suoi amici di consegnare la lista a Rosy prima che finisca a De Silva, invece di incendiarla. Claudia discute con la sua squadra su come catturare i Colombiani, infatti Calcaterra è propenso a seguirla per poi attaccare i malavitosi, il cui capo, Juan, si fa sentire: ha bisogno della donna per rapire il piccolo Leonardo. Arrivata al punto di raduno con i criminali, la Mares viene privata della pistola e del cellulare e caricata in macchina. Juan fa scendere i suoi complici per controllare l'orfanotrofio mentre convince Claudia a fingere di voler adottare un bambino e quindi rapire il figlio della Abate, sua nemica giurata. Juan e la Mares scendono dall'auto e fingono di essere due coniugi in cerca di un figlio ma, dopo il rifiuto della direttrice dell'orfanotrofio di assegnargli un neonato, il sicario perde la pazienza e punta la pistola alla stessa direttrice. Intanto irrompe una squadra armata della Polizia di Stato, capeggiata da Calcaterra, Serino e Pietrangeli, che arresta gli uomini di Blanca, uccidendone uno per difendersi, e ferma Juan che, fuori dalla grazia di Dio, tiene in ostaggio Claudia, ma rimane ucciso per mano di un cecchino mascherato appostato sui tetti. Rosy ha finalmente il suo piccolo al sicuro, ma scopre che la sua ex amica è rimasta sotto copertura, cercando di vendicarsi di lei. La Madrina ci rimane male. Claudia scopre nel frattempo che i soldi mancanti alla Duomo sono stati sottratti da Sandro, allora la poliziotta si infuria e gli intima di uscire per sempre dagli uffici della squadra, perciò Pietrangeli spiega che, prima che la vedova di Platania scoprisse il suo vero mestiere, lui le aveva regalato quei soldi in quanto rischiava di perdere la casa. Claudia gli dice quindi che ha solo cinque giorni di tempo per dimostrare di valere ancora qualcosa. Rosy viene convocata da Don Ruggero, che le parla del fatto di volerle consegnare la lista, non sapendo che De Silva, insieme ai suoi tirapiedi, ha ascoltato tutto quanto. De Silva infatti vuole pedinare e controllare Rosy poiché si sente tradito o lasciato comunque da parte. C'è un magistrato che, facendo affari con lui per mandare le scorie nucleari in Albania, rischia da un minuto all'altro di essere scoperto, licenziato e arrestato. Intanto la Duomo segue Rosy e il suo scagnozzo e fidanzato Vito Portanova, per poi scendere e arrestarli senza scontri a fuoco, per paura che il bambino della criminale possa rimanere ferito o ucciso; i due mafiosi fiutano la trappola della Mares e della sua squadra, allora la poliziotta scende mentre Rosy fugge col bambino, invece Portanova non si arrende e viene crivellato dai colpi della Polizia. Si tiene in seguito un incontro tra De Silva e Don Ruggero, oltre che il fratello di Portanova: De Silva e il fratello del mafioso appena morto si scagliano contro Don Ruggero criticando Rosy Abate, quindi Don Ruggero ribadisce che devono rispettarla e viene colpito alla fronte da un proiettile sparato dall'ex agente segreto. Intanto Luca e Sandro vengono inviati dalla Mares a stanare De Silva in un complesso siciliano dove lui e i suoi scagnozzi stanno conducendo la procedura per portare le scorie nucleari in Albania. Ma un paio di mafiosi vedono che i due agenti della Duomo sono lì; allora si scatena una sparatoria in cui due o tre sicari armati di mitra rimangono uccisi. Invece De Silva e il fratello di Vito rimangono vivi e fuggono. Il ragazzo si incammina quindi dalla Abate e le chiede informazioni su Vito, così, quando la Madrina gli spiega che è morto in una sparatoria, il ragazzo impazzisce sul serio e la insulta fino all'arrivo della Mares, di Serino e di Pietrangeli, che gli intimano di arrendersi, ma lui tenta di sparare a Rosy, ormai suo ostaggio, e rimane ucciso. La Mares decide di chiamare un'ambulanza per la sua ex amica, ferita a una gamba dal mafioso. Il piccolo Leonardo è salvo e viene portato via mentre la madre viene caricata nel furgone dei soccorritori. Ma proprio nel veicolo la donna trova De Silva, che addormenta la mafiosa con una siringa.
- Ascolti Italia: telespettatori 5.897.000 – share 22,69%[8]

## Doppio pericolo
- Diretto da: Beniamino Catena, Giacomo Martelli, Kristoph Tassin.
- Scritto da: Pietro Valsecchi, Stefano Bises Leonardo Fasoli.

### Trama
Rosy Abate è disperata. È stata rapita da De Silva, che l'ha portata in un hotel, insieme ad un suo aiutante. Rosy capisce subito perché De Silva l'ha rapita e perché non l'ha ancora uccisa, vuole la lista. Dell'esistenza della lista vengono informati anche Claudia e Calcaterra, che si decidono a fidanzarsi dopo una notte d'amore. Ad informare i vicequestori sono Luca e Sandro che, seguendo un ordine della Mares riescono a mettere una cimice nella stanza di un alleato di De Silva. La gamba ferita di Rosy viene curata a sangue freddo e lei, in seguito, tenta la fuga, ma viene fermata da De Silva che si fa sempre più nervoso con lei e sta per violentarla una seconda volta, ma Rosy lo ferisce con una siringa e riesce a scappare con un'auto fuori dall'hotel. De Silva si salva lo stesso. Intanto Luca e Sandro arrestano l'alleato di De Silva. Rosy cerca aiuto da Cifalà, suo ex avvocato. Intanto Blanca Truebla va a Palermo. Un suo conoscente palermitano le fa incontrare il "Catanese", appena evaso di galera, che chiede a Blanca un milione di euro per portarle Rosy, lei accetta, ma ad una condizione: deve avere Rosy entro il giorno seguente. Il mattino dopo Rosy incontra Claudia e le chiede di aiutarla a vedere Leonardo portato dalla Mares e da Calcaterra in una specie di istituto. Claudia accetta, e poco dopo si vedono in una piazza, ma prima che la mafiosa, dopo aver salutato il figlio, se ne vada viene accerchiata dalla Duomo, ma Rosy è furba e prevedendo questo fa vedere di avere addosso un esplosivo capace di far saltare in aria mezza piazza, così la Duomo si allontana e la Abate scappa. Cifalà la nasconde, la porta in una struttura abbandonata. A casa di Cifalà arrivano però, armati, il Catanese con il suo amico, che lo ricattano dicendogli di dirgli dov'è Rosy, sennò uccideranno i suoi nipoti. Cifalà rivela dov'è la mafiosa e viene ferito. Intanto anche la Duomo riesce a farsi dire da Cifalà il nascondiglio di Rosy, prima che muoia davanti ai loro occhi. Nella struttura dove è nascosta Rosy il Catanese minaccia l'Abate, e lei sceglie di dargli la lista in cambio della sua vita, e il killer accetta. Dopo che la lista è in mano al Catanese c'è un conflitto a fuoco tra lui e il suo amico contro la Duomo, dove Rosy dice a Claudia di voler salvare il figlio rapito da De Silva sotto ordine del suo capo che si scopre essere un parlamentare che rivela all'ex agente dei servizi segreti che la magistratura ha accettato la richiesta di protezione di Rosy Abate, ma per far sì che non parli la deve trovare, pensa bene quindi di rapire Leonardo. Così la Abate e la Mares si alleano e Claudia, che tiene sotto tiro Rosy, finge di essere lei ad essere sotto tiro della mafiosa per scappare insieme all'Abate fingendosi rapita per salvare il bambino.
- Ascolti Italia: telespettatori 5.991.000 – share 22,64%[9]

## Scontro finale
- Diretto da: Beniamino Catena, Giacomo Martelli, Kristoph Tassin.
- Scritto da: Pietro Valsecchi, Stefano Bises Leonardo Fasoli.

### Trama
Rosy e Claudia fuggono dalla struttura abbandonata dove era stata nascosta la mafiosa mettendo in scena il rapimento della Mares per scappare e salvare Leonardo, rapito da De Silva, ma l'ex agente dei servizi segreti vuole la lista (che è in possesso del Catanese) in cambio della vita del figlio della mafiosa. Rosy porta Claudia in un garage dove devono prendere una macchina diversa da quella della polizia con cui erano fuggite. Intanto il Catanese e Blanca Truebla hanno un appuntamento. Lì il killer dice a Blanca che lui ha la lista, che può farla diventare il boss più forte di tutti. A dimostrarlo è la foto dell'onorevole capo di De Silva, che Blanca aveva già visto in Colombia e a cui telefona. Le due fissano un incontro a Roma. Claudia è presente all'appuntamento tra il Catanese e Blanca e sente tutto, ma fa un passo falso e provoca la morte del killer. L'Abate e la Mares ripartono e il loro nuovo nascondiglio è la baracca dove Carmine Abate era stato ucciso davanti agli occhi di Claudia, che non aveva potuto fare niente per salvarlo. Lì Rosy dice a Claudia che fu nel momento in cui Carmine fu ucciso che l'Abate capì chi era, ed è da lì che è contro Claudia che non le ha salvato il fratello. Intanto Domenico, Luca e Sandro scoprono il rapimento di Leonardo e le indagini li portano al posto dove è stato ucciso il Catanese, e il ristoratore che ha ospitato il killer e Blanca dice di aver visto un'altra ragazza e la descrive. La descrizione corrisponde all'aspetto fisico e all'abbigliamento di Claudia e dice che era sola. Domenico capisce sempre più il piano della Mares e della Abate, fino ad esserne certo. Calcaterra riesce a rintracciare Claudia alla baracca mentre Rosy dormiva. La Mares dice tutta la verità, ma l'Abate si sveglia e li scopre. Minaccia così Claudia e Domenico con un fucile e dice di volerli uccidere entrambi. La Mares dice che senza lei non potrà mai sapere il luogo dell'incontro tra Blanca e l'onorevole. Così incatena Domenico e continua la sua fuga con la Mares. Calcaterra si fa liberare e in seguito rivela a Luca e a Sandro del vero piano di Claudia e decidono tutti e tre di collaborare all'oscuro del questore. Partono così tutti per Roma dove si troverà l'appuntamento tra la Truebla e l'onorevole. Intanto Claudia e Rosy fanno un patto: non litigheranno più per evitare un eventuale spargimento di sangue e per trovare meglio Leonardo. Nel tragitto per Roma Rosy dice a Claudia che vuole dare un futuro migliore del suo al figlio e rivela perché ha ucciso Vincent Truebla. De Silva scopre dove si sono "accampate" per la notte la Mares e l'Abate grazie a un suo contatto e manda un suo uomo a uccidere Claudia. Rosy, nascosta, urla all'ex amica di stare attenta mentre l'uomo sta per ucciderla, distraendolo abbastanza da permettere al vicequestore di prendere la pistola, sparare e uccidere l'uomo. arrivati tutti a Roma c'è l'incontro tra De Silva, l'onorevole Spagnardi e Blanca, che dice di voler essere aiutata ad espandere il proprio potere. Domenico, Luca e Sandro stanno nelle vicinanze e sono pronti ad agire, mentre Rosy e Claudia seguono l'autista di Blanca che li porta nell'hotel dove la Truebla alloggia, e precisamente alla cassaforte dove è nascosta la lista. Lì l'autista viene ucciso e Claudia ferita da Rosy che scappa a dare la lista a De Silva. Nel mentre Blanca e la Spagnardi vengono arrestate, ma De Silva riesce a fuggire. Calcaterra viene arrestato e, una volta scoperto che è un vicequestore viene accusato di aver agito senza autorizzazione. Rosy e De Silva vanno al loro appuntamento e la mafiosa consegna la lista. Mentre però Rosy si sta avvicinando alla macchina dove c'è Leonardo De Silva la fa esplodere grazie a un dispositivo messo vicino al figlio dell'Abate. In realtà Claudia, che si era risvegliata e aveva seguito Rosy, salva Leonardo. La polizia, Domenico, Luca e Sandro giungono al luogo dell'appuntamento e mandano De Silva in ospedale perché ferito da Rosy, ma prossimo all'arresto, mettono all'ergastolo l'Abate e prendono la lista. Rosy e Claudia si rivedono e Rosy dice alla Mares che ha deciso di collaborare e che affida a lei Leonardo, per sempre. Claudia inizialmente rifiuta, ma poi insieme a Domenico vanno all'istituto, Calcaterra prende in braccio Leo e nell'ultima scena si vede Claudia che sorride, vuole tenere il figlio della sua miglior nemica.
- Ascolti Italia: telespettatori 6.057.000 – share 26,09%[10]